# Can Planas (Esclanyà)
Can Planas és una casa del segle xvii, situada prop de l'església de Sant Esteve d'Esclanyà, al terme municipal de Begur (Baix Empordà). És un monument protegit i inventariat dins el Patrimoni Arquitectònic Català. El seu de valor és fonamentalment tipològic.
És una construcció de pedra, de planta irregular, formada per planta baixa i un pis, amb coberta de teula a dos vessants, s'hi accedeix per un jardí davanter. Les obertures són allindanades, algunes emmarcades en pedra. N'és un element d'interès el ràfec de teulada decorat amb motius geomètrics, molt característic de la zona.